# مراد خراشيف
مراد خراشيف (بالروسية: Храчёв, Мурат Петрович)‏ (مواليد 25 يوليو 1983) هو ملاكم روسي، مثّل بلاده في الألعاب الأولمبية الصيفية 2004.

## روابط خارجية
مراد خراشيف على موقع أوليمبيديا (الإنجليزية)